# Federação Equestre Internacional
A Federação Equestre Internacional (do francês: Fédération Équestre Internationale) mais conhecida pelo acrônimo FEI, é a instituição internacional que dirige as associações de esportes equestres.
A FEI foi fundada em 1921, e sua sede fica localizada na cidade de Lausanne, na Suíça. Ingmar De Vos da Bélgica é a presidente da instituição, e está "no poder" desde 2014.

## Modalidades
Atualmente, a FEI rege 7 modalidades ligadas a esportes equestres, a saber:
- Adestramento
- Atrelagem
- Concurso completo de equitação
- Enduro equestre
- Rédeas
- Saltos
- Volteio

### Lista de Presidentes
| No. | Período     | Nome                                         | Nacionalidade  |
| --- | ----------- | -------------------------------------------- | -------------- |
| 1   | 1921 → 1927 | Baron du Teil                                | França         |
| 2   | 1927 → 1929 | Gerrit Johannes Maris                        | Países Baixos  |
| 3   | 1929 → 1931 | Karel F. Quarles van Ufford                  | Países Baixos  |
| 4   | 1931 → 1935 | Guy V. Henry                                 | Estados Unidos |
| 5   | 1935 → 1936 | Barão Adolf Max von Holzing-Berstett         | Alemanha       |
| 6   | 1936 → 1939 | Karel F. Quarles van Ufford                  | Países Baixos  |
| 7   | 1939 → 1946 | Magnus Rydman                                | Finlândia      |
| 8   | 1946 → 1954 | Barão Gaston de Trannoy                      | Bélgica        |
| 9   | 1954 → 1964 | Príncipe Bernardo de Lippe-Biesterfeld       | Países Baixos  |
| 10  | 1964 → 1986 | Príncipe Filipe, Duque de Edimburgo          | Reino Unido    |
| 11  | 1986 → 1994 | Ana, Princesa Real                           | Reino Unido    |
| 12  | 1994 → 2006 | Infanta Pilar de Espanha, Duquesa de Badajoz | Espanha        |
| 13  | 2006 → 2014 | Princesa Haya bin al-Hussein                 | Jordânia       |
| 14  | 2014 →      | Ingmar De Vos                                | Bélgica        |

## Federações Filiadas
Atualmente, 137 federações nacionais dos cinco continentes são afiliadas da FEI:
| África (21) | Américas (34) | Asia (35) | Europa (45) | Oceania (2)               |
| --- | --- | --- | --- | ------------------------- |
| Argélia · Botswana · Camarões · República Democrática do Congo · Egito · Etiópia · Quênia · Lesoto · Líbia · Madagáscar · Malawi · Marrocos · Ilhas Maurícias · Namíbia · Senegal · Essuatíni · África do Sul · Sudão · Tunísia · Zâmbia · Zimbabwe | Antígua e Barbuda · Antilhas Holandesas · Argentina () · Bahamas · Barbados · Bermudas · Bolívia · Brasil · Ilhas Caimã · Canadá · Chile () · Colômbia () · Costa Rica () · Cuba · República Dominicana () · Equador · El Salvador · Estados Unidos () · Granada · Guatemala () · Haiti · Honduras · Ilhas Virgens Americanas · Jamaica · México () · Nicarágua · Panamá · Paraguai · Peru () · Porto Rico () · Suriname · Trinidad e Tobago · Uruguai () · Venezuela () | Arábia Saudita · Bahrein · Brunei · Camboja · China · Coreia do Sul · Emirados Árabes Unidos · Filipinas · Hong Kong · Índia · Indonésia · Irão · Iraque · Israel · Japão · Jordânia · Cazaquistão · Kuwait · Quirguistão · Líbano · Malásia · Mongólia · Myanmar · Omã · Paquistão · Palestina · Catar · Singapura · Sri Lanka · Síria · Tailândia · Taiwan · Turquemenistão · Uzbequistão · Iêmen | Albânia · Alemanha · Andorra · Armênia · Áustria · Azerbaijão · Bélgica · Bielorrússia · Bulgária · Chipre · Croácia · Dinamarca · Eslováquia · Eslovênia · Espanha() · Estónia · Finlândia · França · Geórgia · Grécia · Hungria · Irlanda · Itália · Letônia · Liechtenstein · Lituânia · Luxemburgo · Macedônia do Norte · Malta · Moldávia · Mónaco · Noruega · Países Baixos · Polónia · Portugal · Reino Unido · Chéquia · Roménia · Rússia · San Marino · Sérvia · Suécia · Suíça · Turquia · Ucrânia | Austrália · Nova Zelândia |